# Subanen
Subanen (auch als Subanon oder Subanun benannt) ist ein indigener Volksstamm auf der Halbinsel Zamboanga von Mindanao, Philippinen. 
Besonders in den bergigen Gebieten von Zamboanga del Sur und Misamis Occidental. Die Subanen haben eine eigene Sprache. Der Name Subanen bedeutet "Menschen des Flusses". Diese Menschen lebten ursprünglich in den fruchtbaren Küstengebieten von Nordwest Mindanao. Aufgrund des Eindringens von Muslimen und Cebuanos in den Küstengebieten, siedelten die Subanen weiter ins bergige Landesinnere.
Die Sebuanos bezeichnen sich allgemein selbst als das „Gbansa Subanon“, was bedeutet „die Subanon Nation“. Sie unterscheiden sich durch den Ursprungsort voneinander basierend auf Namen von Flüssen, Seen, Bergen oder Orten. Die Subanos ist zumeist Landwirte. Sie bauen Getreide und Reis an und betreiben Viehzucht. Vor allen halten sie Schweine, Hühner, Vieh und Wasserbüffel.  Ihre Häuser bauen sie entlang Hängen und Kämmen der Berge mit Blick auf ihre Felder.